# Geōrgios Orfanidīs
Geōrgios Orfanidīs (in greco Γεώργιος Ορφανίδης?; Smirne, 1859 – 1942) è stato un tiratore a segno greco.

## Carriera
Rampollo di una famiglia aristocratica, partecipò alle gare di tiro a segno delle prime Olimpiadi moderne che si svolsero ad Atene nel 1896.
Vinse due medaglie, una d'oro nel carabina libera e una d'argento rivoltella libera; prese parte anche alla gara di rivoltella militare, di pistola libera e carabina militare.
Prese parte ancora ai giochi Olimpici del 1908 a Londra arrivando settimo.
La sua carriera professionale fu ragguardevole diventando uno dei massimi rappresentanti ateniese e non abbandonò mai lo sport. Divenne membro del Comitato Olimpico Ellenico (EOE) dal 1921 al 1930.